# Kodein
Kodein ali metilmorfin je opiat, ki ga zaradi antitusičnega, spazmolitičnega in analgetičnega delovanja uporabljajo pri zdravljenju kašlja in driske. V svetovnem merilu je pogosto uporabljen opiat, glede na poročila Svetovne zdravstvene organizacije. Kodein je pri oralni uporabi zelo učinkovit opiat in analgetik ter ima široko terapevtsko okno. V primerjavi z morfinom, pri večini ljudi dosega 8 do 12 odstotkov moči morfina, razlike med posamezniki pa lahko izhajajo iz metabolizma ali uporabe drugih zdravil.

## Zgodovina
Kodein je alkaloid, ki se nahaja v opiju in makovih glavicah, vrste Papaver bracteatum in iranski mak, v koncentracijah od 0,3 do 3,0 %. Kodein je lahko ekstrahiran iz opija, večinoma pa ga pridobivajo s sintezo iz morfina, s postopkom metilacije. Kodein je prvič izoliral Pierre Jean Robiquet leta 1832 v Franciji.
Kot posledica Nixonove vojne proti drogam v ZDA okrog leta 1972 se je pojavilo pomanjkanje nedovoljenih in dovoljenih opiatov, naravnega opija, makovih glavic in drugih naravnih virov alkaloidov. Zato so bili proti koncu leta 1972 prisiljeni povečati zalogo medicinskih opiatov. Ameriški znanstveniki so hitro poiskati rešitev. Odkrili so sintezno pot kodeina in njegovih derivatov ter prekurzorjev iz petroleja in katrana. Proces so odkrili na Nacionalnih inštitutih za zdravje v ZDA. Med raziskovanjem kodeina so pripravili tudi številne kodeinove soli. Še danes se najbolj pogosto uporabljajo hidrokloridi, fosfati, sulfati in citrati.

## Farmakologija
Kodein postane aktiven po tem, ko vstopi v metabolizem. In vivo in se razgradi na aktivne komponente: morfin in kodein-6-glukuronid. Približno 5-10 % kodeina se preoblikuje v morfin, preostanek pa v konjugirano obliko kodein-6-glukuronida (~70 %), ali v norkodein (~10 %) oziroma hidromorfon (~1 %).
Kodein, ki je šibkejši od morfina in ima temu ustrezno nižjo stopnjo povzročanja odvisnosti. Kot pri vseh opiatih, kontinuirana uporaba kodeina povzroča fizično in psihološko odvisnost. Spremljajoči simptomi so relativno blagi in posledično kodein velja za opiat, ki v primerjavi z drugimi drogami povzroča manjšo odvisnost.
Ena doza kodeina - 200 mg (oralno) povzroča približno enak analgetični učinek kot 30 mg (oralno) morfija. (Rossi, 2004). Posamezna doza kodeina navadno ne presega 60 mg (ne več kot 240 mg v 24 urah). Ko je zaželena večja lokalna analgezija uporabijo močnejše opiate, kot je [hidrokodon]] ali oksikodon. Ker je potrebna metabolna razgradnja kodeina, zato da pride do aktivne oblike, je zgornja meja vnosa okrog 400-450 mg, kar je precej nizko meja in zato uvrščamo kodein med droge, ki povzročajo manjšo odvisnost. Zgornja meja je lahko natančneje določena, z uporabo razmerja 7 mg na 1 kg telesne mase za moške in 6 mg na 1 kg telesne mase za ženske, če upoštevamo ITM od 18,5 do 25. Pri prekoračenju zgornje meje vnosa pride do zatekanja genitalij, lic, rok in nog, podobno kot pri alergijskih reakcijah. S časom od vzema prekomerne doze kodeina se znaki umirijo.

## Farmakokinetika
Pretvorba kodeina v morfin se vrši v jetrih in je katalizirana s citokrom P450 encimom CYP2D6. CYP3A4 proizvaja norkodein in UGT2B7 konjugira kodein, norkodein in morfin v ustrezne 3- in 6- glukuronide. Približno 6–10% Kavkazijske populacije, 2% of Azijcev, in 1% Arabcev  ima slabo presnovo kodeina, ker imajo malo CYP2D6. Zato je kodein pri teh pacientih manj efektiven analgetik (Rossi, 2004). Nasprotno 0.5-2% populacije, ki prekomerno presnavljaja kodein velja, da imajo multiple kopije gena 2D6 in proizvajajo več CYP2D6, zato presnavljajo droge po tej poti hitreje kot ostali. 
Nekatera zdravila so inhibitorji CYP2D6 in zmanjšajo ali popolnoma blokirajo pretvorbo kodeina v morfin. Najbolj poznana zdravila, inhibitorja sta paroxetine (Paxil) in fluoxetine (Prozac), pa tudi antidepresivi, buproprion (Wellbutrin, Zyban). Ostala zdravila kot so rifampicin in dexamethasone, inducirajo CYP450 isocim in povišajo nivo pretvorbe. 

## Uporaba
Priznana uporaba kodeina vključuje:
- kašelj, učinkovit v nizkih dozah.[5]
- Diareja
- Blaga do ostra bolečina
- razdraženo črevesje

Kodein je včasih na tržišču dostopen v pripravkih kombiniranih s (paracetamolom), acetilsalicilno kislino, (aspirinom),ali z nesteroidnimi protiventnimi učinkovinami ibuprofen. Te kombinacije predstavljajo večji učinek pri lajšanju bolečine, kot samo ena učinkovina. Kodein je tudi splošna komponenta z drugimi zdravili za lajšanje bolečin ali zdravili za sproščanje mišic. 
Kodein za vbrizganje je dostopen za podkožno in intramuskularno uporaobo. Intravenozno vbrizganje lahko povzroči nezaželen učinke in vodi do preobčutljivosti. 

## Primerjava z drugimi opiati
Kodein je izhodna substanca za izdelavo več blagih do srednje močnih opioidov kot na primer: hidrokodon, dihidrokodein in njegovih derivatov kot je nikokodein. Izokodein in njegove derivate so razvili v Nemčiji okrog leta 1920. Kodeinu sorodni so kodein-N-oksid (genokodein), dušikovi morfinski derivati, kot sta kodein metobromid, and heterokodein, ki je šest krat močnejši od morfina in 72 krat močnejši od kodeina zaradi majhne spremembe v molekuli (metilna skupina na mestu 6 namesto na mestu 3 morfinskega obroča). Učinkovine, ki delujejo podobno kot kodein zaradi strukturne podobnosti imajo variacije na metilni skupini na mestu 3: etilmorphin t.im. kodetilin (Dionine) in benzilmorfin (Peronine).  Čeprav sam nima narkotičnih lastnosti se tebain, pomemben opioidni prekurzor, od kodeina le rahlo razlikuje po strukturi. Pseudokodein in nekatere druge podobne alkaloide, ki se trenutno ne uporabljajo v medicini, lahko najdemo v sledovih v opiju.

## Nezaželeni učinki
Glavni učinki kodeina poleg analgetičnega učinka so: evforija, srbenje, slabost, bruhanje, zaspanost, suha usta, zožene zenice, ortostatska hipotenzija, retencija urina, depresija, zaprtje. 
Pogosta stranska učinka sta zmanjšan libido ter erektilna disfunkcija. Možna je alergična reakcija na kodein, ki se kaže z oteklinami kože in srbečico.
Toleranca na kodein se razvije pri dolgotrajni uporabi in vključuje terapevtske učinke kot tudi stranske učinke.
Potencialno nevaren stranski učinek, kot pri drugih opioidih je respiratorna depresija. Povezana je z doziranjem in ima lahko usodne posledice pri predoziranju. Kodein se metabolizira v morfin, le-ta pa prehaja v materino mleko; znani so smrtni primeri zaradi depresije dihanja pri doječih otrocih.

### Odtegnitveni učinki
Tako kot pri drugih opiatnih analgetikih, lahko dolgotrajna uporaba kodeina povzroči
fizično odvisnost. Ko se razvije fizična odvisnost, se lahko pojavijo odtegnitveni simptomi, če odvisnik nenadoma prenaha z zdravljenjem. Odtegnitveni simptomi so: močna želja po drogi, zamašen nos, zehanje, potenje, nespečnost, oslabelost, krči v trebuhu, slabost, bruhanje, diareja, krči v mišicah, mrzlica, razdraženost in bolečine.
Da bi zmanjšali odtegnitvene učinke, bi morali uporabniki, ki so dlje časa uživali kodein, postopoma zmanjševati doziranje pod zdravniškim nadzorom.
V nekaterih državah se sirupi in tablete proti kašlju, ki vsebujejo kodein izdajajo brez recepta; znani so primeri zasvojencev, ki kupujejo kodeinske preparate v različnih lekarnah, da ne bi vzbudili suma. Zasvojenci s heroinom lahko uporabijo kodein da se izognejo odtegnitvenemu sindromu.
Demetiliranje kodeina s piridinom se uporablja pri nezakoniti sintezi morfina. Piridin je toksičen in potencialno karcinogen, zato je tako pridobljen morfin (potencialno onesnažen s piridinom) zelo nevaren.  Kodein lahko pretvorimo v α-klorodid, ki se uporablja pri nezakoniti sintezi dezomorfina. Kodein lahko z različnimi kemikalijami in opremo pretvorimo v močnejše derivate: dihidrokodein in hidrokodon